# Miya Cech
Miyako Cech (Tokio, 4 de marzo de 2007), conocida profesionalmente como Miya Cech, es una actriz japonesa-estadounidense de ascendencia china. Hizo su debut cinematográfico en la película The Darkest Minds (2018). Luego protagonizó Rim of the World (2019), el segundo resurgimiento de Are You Afraid of the Dark? (2019), The Astronauts (2020-2021) y Marvelous and the Black Hole (2021).

## Biografía
Cech, de ascendencia china y japonesa, nació el 4 de marzo de 2007 en Tokio. Fue adoptada a las cinco semanas de edad, y criada en Davis, en el norte de California. Ella es la tercera de cuatro niños adoptados de Japón y Kazajistán.

## Carrera
Cech comenzó su carrera como modelo infantil, modelando para marcas de ropa como Gap, Ralph Lauren, Skechers y Gymboree. Hizo su debut actoral en un episodio de 2015 de la serie policiaca de CBS Hawaii Five-0, como una versión joven del personaje de Grace Park. A esto le siguieron otros papeles como invitada en American Horror Story y American Housewife en 2016 y 2017 respectivamente. En 2018, Cech hizo su debut cinematográfico en The Darkest Minds como Zu, una niña muda que puede manipular la electricidad. La película recibió críticas generalmente negativas por parte de la crítica, pero su actuación recibió elogios. Deadline Hollywood dijo que "Cech hace lo que puede sin hacer nada", mientras que IndieWire la consideró destacada.
Al año siguiente, Cech protagonizó la película de Netflix Rim of the World como ZhenZhen. Estrenada el 24 de mayo de 2019, la película fue recibida negativamente por los críticos. Sin embargo, la actuación de Cech recibió elogios. John Serba de Decider dijo: "Cech es mi favorita, lleva el personaje con sus miradas de reojo y su actitud tranquila y segura. Ella también es más divertida [que los hombres]". También interpretó una versión más joven de la protagonista Sasha Tran (Ali Wong) en la película de Netflix Always Be My Maybe. Según Variety, este es el papel cinematográfico más conocido de Cech. En ese mismo año, interpretó a Akiko Yamato en el segundo revival de Are You Afraid of the Dark? de Nickelodeon. La serie fue aclamada por la crítica; Decider llamó a Cech la "estrella dormida" del programa.
De 2020 a 2021, Cech protagonizó la serie dramática de Nickelodeon The Astronauts. Common Sense Media elogió a los niños actores y los calificó de maravillosos. Cech interpretó el papel principal de Sammy en Marvelous and the Black Hole, que se estrenó en el Festival de Cine de Sundance de 2021. Los críticos aclamaron su actuación. IndieWire afirmó: "[La película está] basada en Cech, que canaliza eficazmente la angustia de la adolescencia en una historia poco convencional... [y] hace un trabajo sólido al sumergirnos en la frustración y la tristeza de Sammy, incluso si el guion no siempre le da las mejores líneas para destacar". En diciembre de 2021, se anunció que había sido elegida para un papel principal junto a YaYa Gosselin en la serie Surfside Girls de Apple TV+. Interpretó a Jade, quien busca "encontrar una explicación científica a la existencia de fantasmas".
El 19 de septiembre de 2024, se anunció que interpretará Toph Beifong en la serie live-action de Netflix Avatar: The Last Airbender.

## Filmografía

### Películas
| Año  | Título                                   | Papel                  | Notas |
| ---- | ---------------------------------------- | ---------------------- | ----- |
| 2018 | The Darkest Minds                        | Suzume "Zu" Kimura     |       |
| 2019 | Rim of the World                         | ZhenZhen               | [ 3 ] |
| 2019 | Always Be My Maybe                       | Joven Sasha            | [ 3 ] |
| 2021 | Marvelous and the Black Hole             | Sammy                  |       |
| 2022 | Dealing with Dad                         | Joven Margaret         |       |
| 2023 | American Girl - Corinne Tan: The Movie   | Mei-Ling "Corinne" Tan |       |
| 2023 | You Are So Not Invited to My Bat Mitzvah | Kym Chang Cohen        |       |
| 2023 | A Great Divide                           | Ellie Licht            |       |

### Televisión
| Año       | Título                      | Papel                      | Notas                         |
| --------- | --------------------------- | -------------------------- | ----------------------------- |
| 2015      | Hawaii Five-0               | Joven Kono Kalakaua        | 1 episodio                    |
| 2016      | American Horror Story       | Amy Chen                   | 1 episodio                    |
| 2017-2019 | American Housewife          | Marigold                   | 3 episodios                   |
| 2019      | Arrow                       | Joven Emiko Queen          | 1 episodio                    |
| 2019      | Are You Afraid of the Dark? | Akiko Yamato               | Papel principal; 3 episodios  |
| 2020-2021 | The Astronauts              | Samantha "Samy" Sawyer-Wei | Papel principal; 9 episodios  |
| 2022-2023 | The Santa Clauses           | Doc Martin                 | 3 episodios                   |
| 2022-2023 | Surfside Girls              | Jade                       | Papel principal; 10 episodios |
| 2023      | Young Rock                  | Bad Cindy                  | 2 episodios                   |
| 2023      | Beef                        | Amy de adolescente         | 1 episodio                    |
| 2025      | Avatar: The Last Airbender  | Toph Beifong               | Papel principal; temporada 2  |